# Forgerie
Pour les articles homonymes, voir forge.
 (décembre 2014).
La forgerie est un acte de tromperie qui consiste à fabriquer un faux en écriture, soit de toutes pièces, soit en réutilisant des parties authentiques existantes, auxquelles des parties forgées sont ajoutées habilement de façon à laisser croire que l'ensemble serait authentique.
Un « document contrefait » est fabriqué de toutes pièces par un faussaire en faisant croire qu'il est authentique, tandis qu'un « faux document » a été modifié en faisant croire qu'il est authentique. De faux documents historiques ou des faux billets de banque sont le résultat d'acte de forgerie.
Ce terme de forgerie est à l'origine propre à l'expertise en écritures mais par extension, il peut désigner une fraude archéologique (en anglais archaeological forgery) avec laquelle un faussaire tente de tromper les scientifiques en inventant des objets ou des faits archéologiques totalement ou partiellement truqués.
En littérature, ce terme a une tout autre acception, non dépréciative : à côté de son sens de falsification ou de pastiche dérivé de son acception juridique, il peut aussi s'employer pour désigner la créativité lexicale et les procédés stylistiques entourant la création de mots nouveaux, dans un but esthétique et poétique, bien différent de la tendance néologique des vocabulaires techniques ou de l'importation de mots étrangers.

## Mise en œuvre
La partie forgée est le plus souvent constituée d'une partie rapportée d'un document authentique, sur un document authentique, tous deux du même auteur.
- Une forgerie réussie consiste à mélanger habilement à une partie authentique du document une partie faussée du document.
- La partie forgée est le plus souvent constituée d'une partie rapportée d'un document authentique étranger au document authentique considéré, mais de même auteur (même main, même encre, même époque, même papier etc., dans la mesure où les ingrédients correspondants auront pu être collectés par le forgeur, cela va de soi, le facteur « chance » jouant là aussi dans le travail de forgerie, et son absence laissant le forgeur à la merci d'un enquêteur habile et méticuleux, il suffira donc d'un ingrédient de provenance chimique ou historique différente (anachronique : exemple d'une encre n'existant pas encore, ou n'existant plus à l'époque du document de comparaison), pour que la forgerie échoue ou puisse échouer.
- D'autres cas consistent en la forgerie intégrale d'un document à l'imitation d'un document authentique[4], l'art du forgeur consistant en ce que les retouches entre parties forgées et parties rapportées soient le moins perceptibles possible, notamment par l'emploi de colles, ou de parties de matières rapportées, elles aussi, dans la mesure du possible, de même provenance que les autres ingrédients du document forgé.

## Forgeries notoires

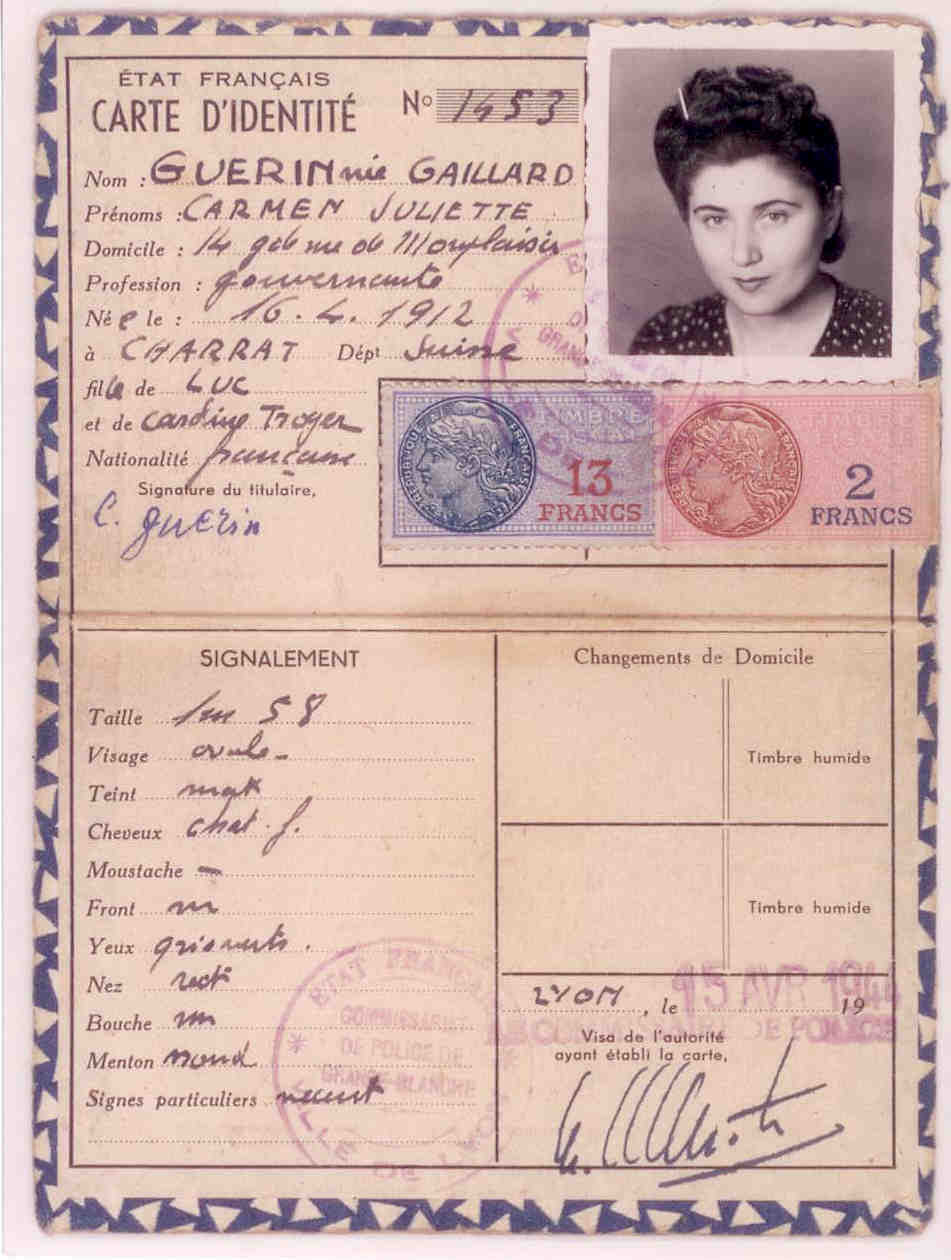
Fausse carte d’identité de la juive polonaise Esther Gorinsztejn, délivrée par des policiers français résistants et utilisée à Lyon pour échapper aux persécutions antisémites et nazies.

Plus exactement affaires dans lesquelles une forgerie a été tentée :
- Donation de Constantin
- Querelle du Filioque
- Jésus et les Docteurs
- Affaire du collier de la reine
- Affaire Vrain-Lucas : Denis Vrain-Lucas ayant fourni le mathématicien Michel Chasles en fausses correspondances de personnages célèbres, toutes correspondances forgées en fait par lui-même
- Affaire Dreyfus : Le « faux Henry »
- Les Protocoles des Sages de Sion
- Affaire Stavisky
- Le dossier du « Million dollar counterfeiting »
- Les carnets d'Hitler acquis par l'hebdomadaire allemand Stern et forgé par Konrad Kujau
- L'Opération Mincemeat ou les faux documents du commandant Martin, des Royal Marines, ou le faux passeport d'Adolf Hitler, dus à l'Intelligence Service

## En littérature: la forgerie lexicale ou le procédé «néologiste»
En littérature, le concept de forgerie n'est pas péjoratif ; il s'applique à des termes ne respectant pas forcément une structure lexicale ni les règles habituelles de dérivation, et donnant lieu à une créativité langagière débridée. 

### AuXVIesiècle
François Rabelais s'adonnait volontiers dans son œuvre à la forgerie lexicale : il inventa ainsi l'adjectif « farfelu » qui est aujourd'hui passé dans la langue courante, mais dans un sens un peu différent de celui qu'il entendait. Aujourd'hui le mot est synonyme de « drôle, bizarre, gentiment loufoque », mais « quand en 1545, dans le Tiers Livre, Rabelais évoque les « andouilles farfelues », ne faisons pas de confusions, il ne s’agit pas de désigner quelque chose de bizarre ou de drôle, mais c’est le gourmet qui s’exprime et qui nous fait monter l’eau à la bouche en parlant d’andouilles dodues. ». Et ce serait André Malraux qui aurait en fait retourné la forgerie à l'envoyeur et l'aurait détournée, en employant farfelu dans son sens actuel de « fantaisiste »,,. Rabelais avait aussi inventé d'autres mots savoureux comme « farfadet, farfouiller, faribole », et aurait pour rire ajouté un "r" à « fafelu » (qui signifiait donc    « de forme bien ronde ») ; c'était probablement pour le simple effet de consonance et pour le plaisir de créer une fausse famille lexicale, avec un faux préfixe en "far-". On ne peut qu'émettre des conjectures sur l'étymologie de ce mot, ou même seulement son origine préalablement à sa capture par Rabelais. 
Celui-ci a aussi inventé l'adjectif « trépelu » ou « trêpelu » (très peu lu?) qui n'a pas connu la même fortune que les autres, puisqu'il n'est pas passé dans le langage courant : « Qui vous meut ? Qui vous point ? Qui vous dit ? Que blanc signifie foi, et bleu fermeté ? Un (dites-vous) livre trépelu qui se vend par les bisouards et porte-balles au titre : Le Blason des couleurs. Qui l'a fait ? Quiconque il soit, en ce a été prudent, qu'il n'y a point mis son nom. Mais au reste, je ne sais quoi premier en lui je doive admirer, ou son outrecuidance, ou sa bêterie. »
(François Rabelais, Gargantua, 1542, version modernisée). 
Ronsard et Du Bellay du même XVIe siècle ont aussi été adeptes de la forgerie lexicale et se voulaient « néologistes », mais il s'agit là d'une activité de néologisation de type poétique, qui ressortit à la créativité dans la pratique d'écriture, bien loin de la forgerie néologique parfois effrénée dont les langages techniques sont aujourd'hui très friands.

### Plus récemment
Plus près de nous, la forgerie lexicale concerne aussi certains passages des œuvres de Jean Tardieu, Boris Vian, Raymond Queneau, Valère Novarina, Alain Damasio... Tout le jeu, subtil, consiste à utiliser des mots inventés mais vraisemblables, et d'arriver à se faire bien comprendre malgré tout, voire à suggérer des sens qui seraient inaccessibles au langage courant. Et c'est ainsi que la littérature fait aussi évoluer la langue, en généralisant des idiolectes réussis, un style ou des expressions qui font mouche. Sans oublier JRR Tolkien qui est allé jusqu'à inventer une langue de toutes pièces, avec une cohérence certaine (voir la section "Langues construites" de l'article consacré à J.R.R. Tolkien).     
Ce procédé littéraire a notamment été utilisé aussi par le courant surréaliste. La citation suivante par exemple est du poète Henri Michaux, qui n'appartint pas au courant surréaliste mais qui en subit l'influence :

« Il l’emparouille et l’endosque contre terre ;

Il le rague et le roupète jusqu’à son drâle ;

Il le pratèle et le libucque et lui baruffle les ouillais. »

— (Henri Michaux, Le Grand Combat in L'Espace du dedans, 1944)

### Autres types de forgeries lexicales
Il faut aussi noter que toute langue, même dans sa pratique officielle, a recours à la forgerie lexicale, par exemple lorsqu'il s'agit de trouver un équivalent français satisfaisant à un terme franglais, pour en éviter l'importation directe, comme l'invention du mot « baladeur » pour remplacer walkman, ou le moins réussi (car un peu trop long en rapport à son équivalent étranger) « baladodiffusion » (six syllabes) pour remplacer podcast  (deux syllabes), ou encore « ingénierie » pour engineering. 
Et toute langue, même dans sa pratique courante, construit sans cesse des mots par forgerie lexicale, par exemple au sein des différents argots, puis en les important dans la langue de tous les jours (« 15 balles » pour 15 euros, ou « 50 piges » pour 50 ans). Ou bien par la francisation de mots importés des langues régionales, comme la « lagremuse » en français méridional (surtout en Haute Provence) pour le lézard gris des murailles, vocable tiré du provençal lagramuso (voir la section "Dans les langues régionales" de l'article consacré au Lézard des murailles).  Ou encore par le biais des jeux sur les mots dont les créations sont parfois adoptées comme mots courants et compris de tous : c'est le cas du verlan qui nous a donné par exemple « keum » pour "mec" (garçon), et « meuf » pour "femme". Cela pourrait être aussi le cas du jeu de mots-valises, comme « larmoir » : « meuble servant à ranger les pleurs », ou encore « Orthografle » : « descente de police effectuée chaque semaine dans le discours des enfants » ; ces deux exemples sont extraits d'un « fictionnaire » (ou dictionnaire de mots inventés et ici de mots-valises) qui recueille tous « les mots qui manquent au dico » et qui nous engage à être « faux-monnayeur en langage » (ce qui rejoint pour rire le sens juridique du mot forgerie). Tous ces exemples et citations ont été écrits par Alain Finkielkraut dans deux livres consacrés à cette forgerie lexicale à la fois poétique, humoristique et parfois satirique.
Enfin, au niveau individuel, la forgerie lexicale peut aussi concerner tout un chacun, lorsqu'on utilise (sciemment ou par inadvertance) les règles habituelles de dérivation pour créer des mots qui n'existent pas, mais qui pourraient (ou même devraient) exister. C'est souvent le cas par exemple d'adverbes comme « insouciamment » ou « délétèrement » qui n'existent pas et ne sont pas attestés dans les dictionnaires, mais qui sont dérivés selon les règles des adjectifs "insouciant" et "délétère", et que tout le monde comprend de ce fait. Il arrive que ces mots forgés deviennent courants lorsqu'ils viennent combler un manque.